# M25 (танковий транспортер)
 Танковий Транспортер M25 (англ. M25 Tank Transporter) (Dragon Wagon) — використовувався для транспортування і евакуації танків армії США часів Другої світової війни. Разом з транспортером М25 використовували 40-тонний трейлер М15. Згідно прийнятої в армії США класифікації позначався як G160.

## Історія
Тягач розробила компанія Накі Truck Company, але через її невеликі виробничі потужності виготовлення передали до Pacific Car & Foundry Co — сьогодні третій у світі виробник важких вантажівок Paccar. Він призначався для транспортування нових 40-т танкових трейлерів М15, які виявились заважкими для транспортера Diamond T М20.
Спеціально для М25 розробили 6-циліндровий мотор Hall-Scott 440. що при 2000 об/хв розвивав потужність 240 к.с.. Це був найбільший бензиновий мотор, що застосовувався на вантажівках в час війни. Згодом мотор встановлювали на танковий тягач Diamond T.
На М25 встановлювали дві лебідки з комбінованою тягою 60 т для затягування бронетехніки на трейлер. Вважалось, що екіпаж М25 може самостійно виконувати певні види ремонтних робіт біля поля бою. На заміну незахищеному тягачу М25 почали виробляти модифікацію M26A1 з панцирним захистом кабіни.
М25 спочатку використовували на Тихоокеанському фронті, з 1944 у Європі, де його замінили 10-тонним повноприводним М123 (1955).

## Галерея

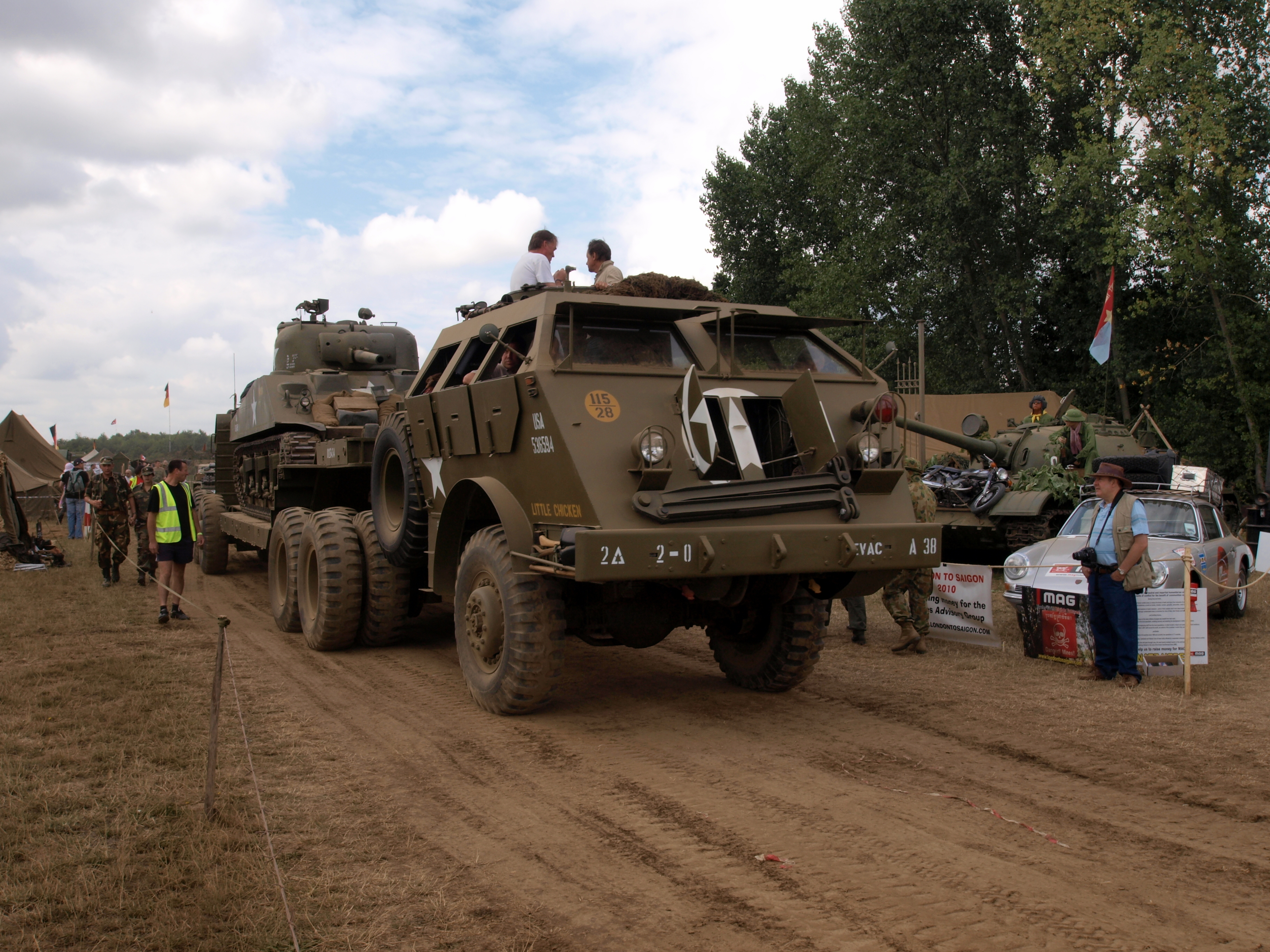
M25 перевозить танк
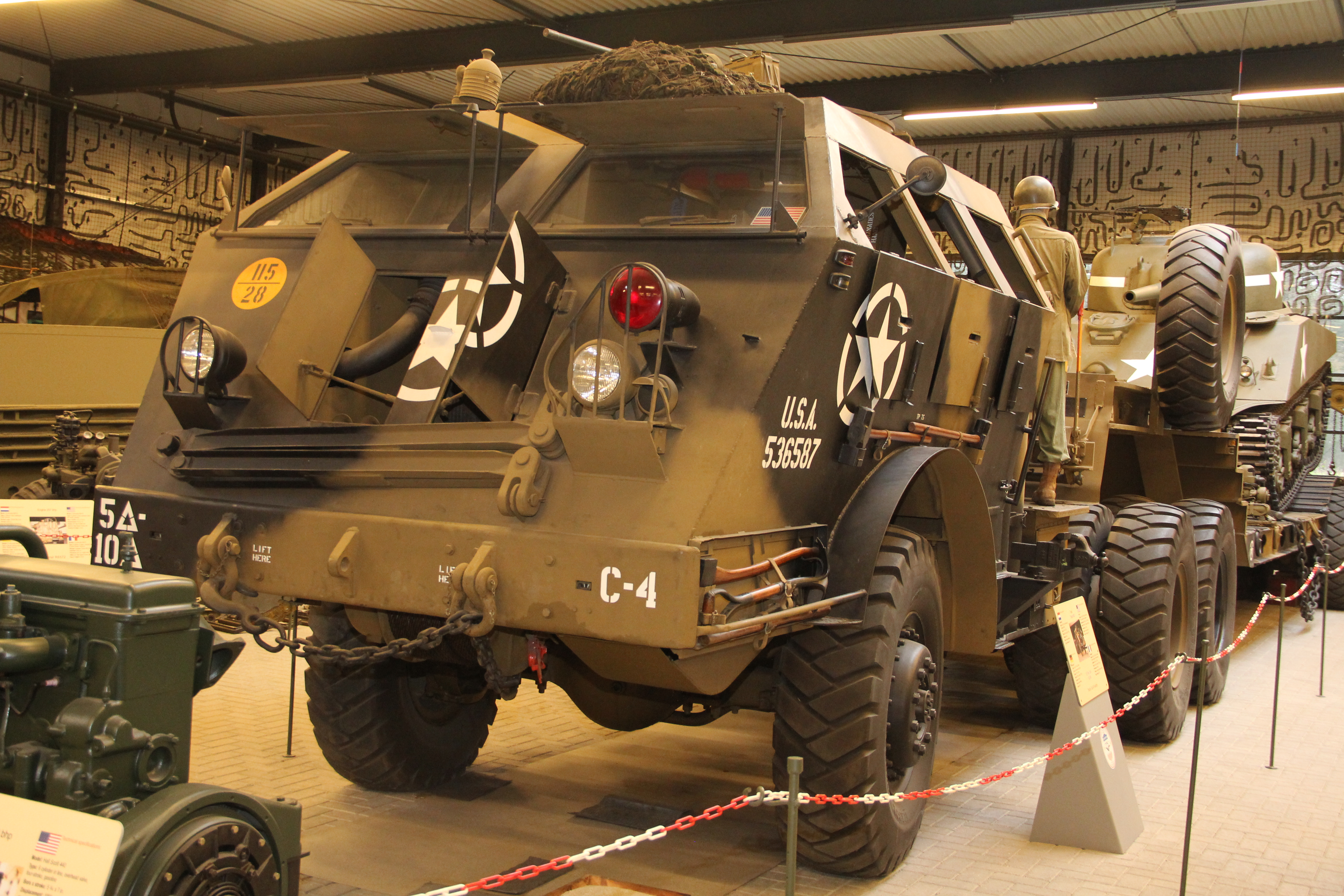
M25А1 з панцирною кабіною
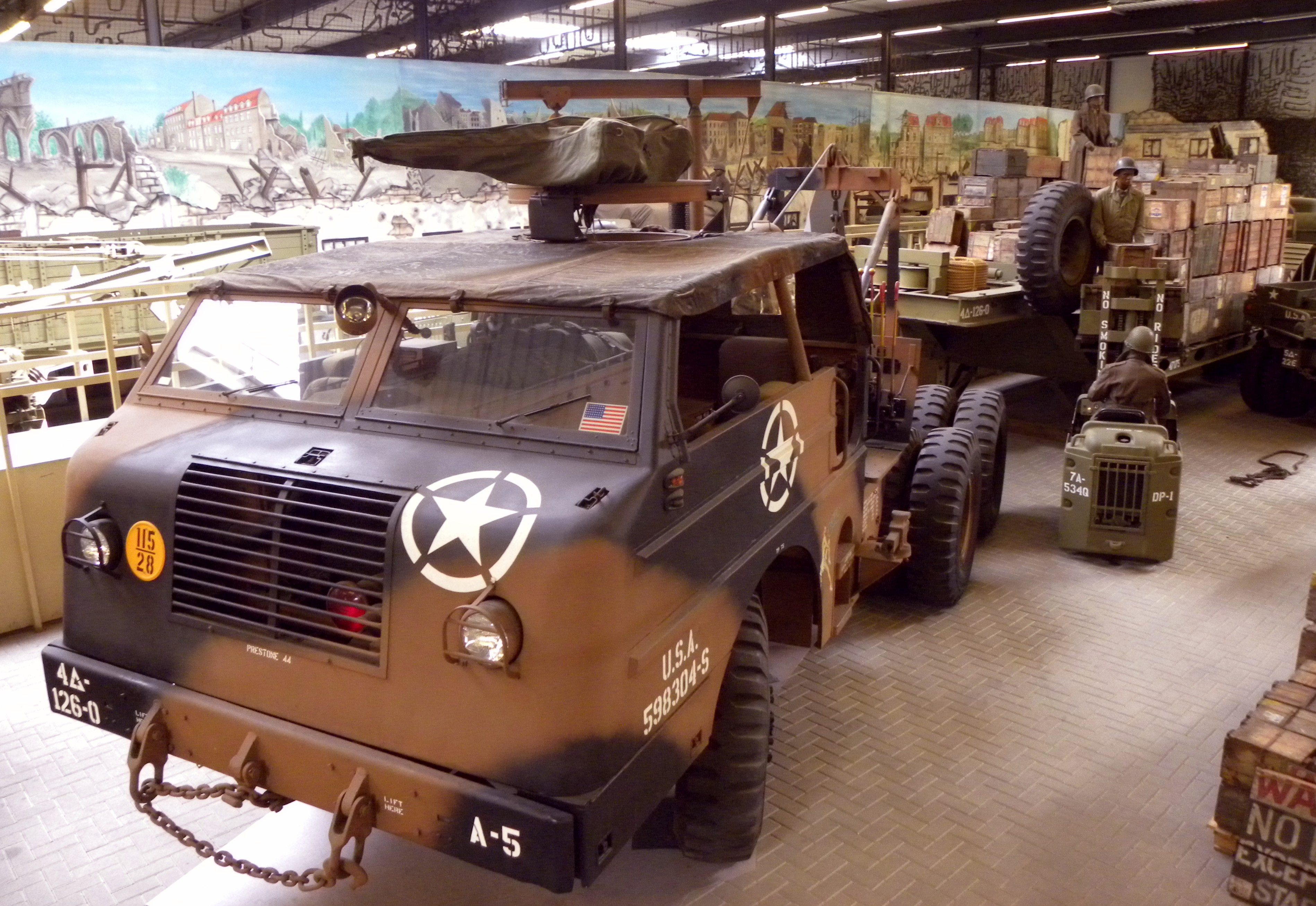
М25 з незахищеною кабіною
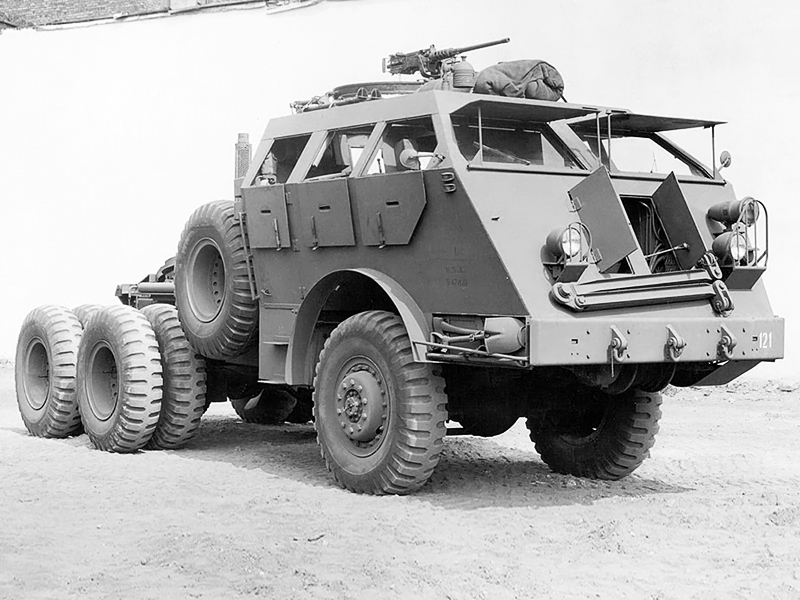
M26А1 (вид спереду)
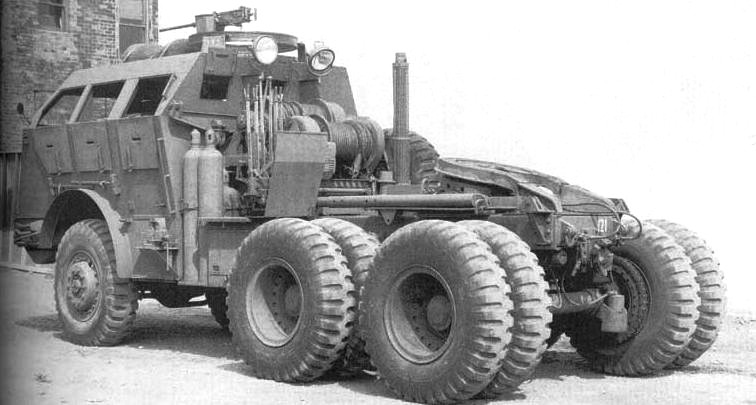
M26А1 (вид ззаду)
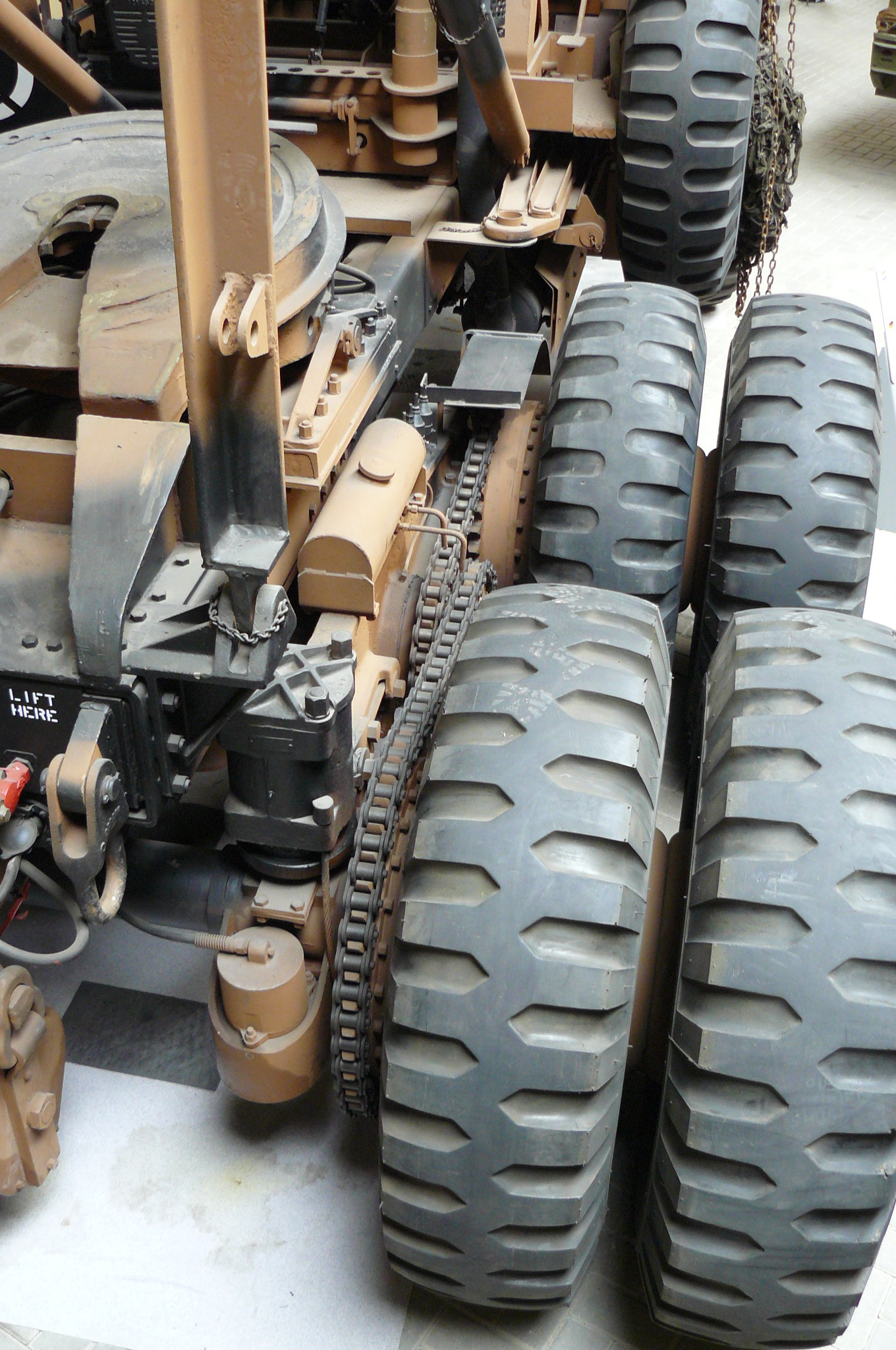
M26 привод задніх коліс